# Antonia Desplat

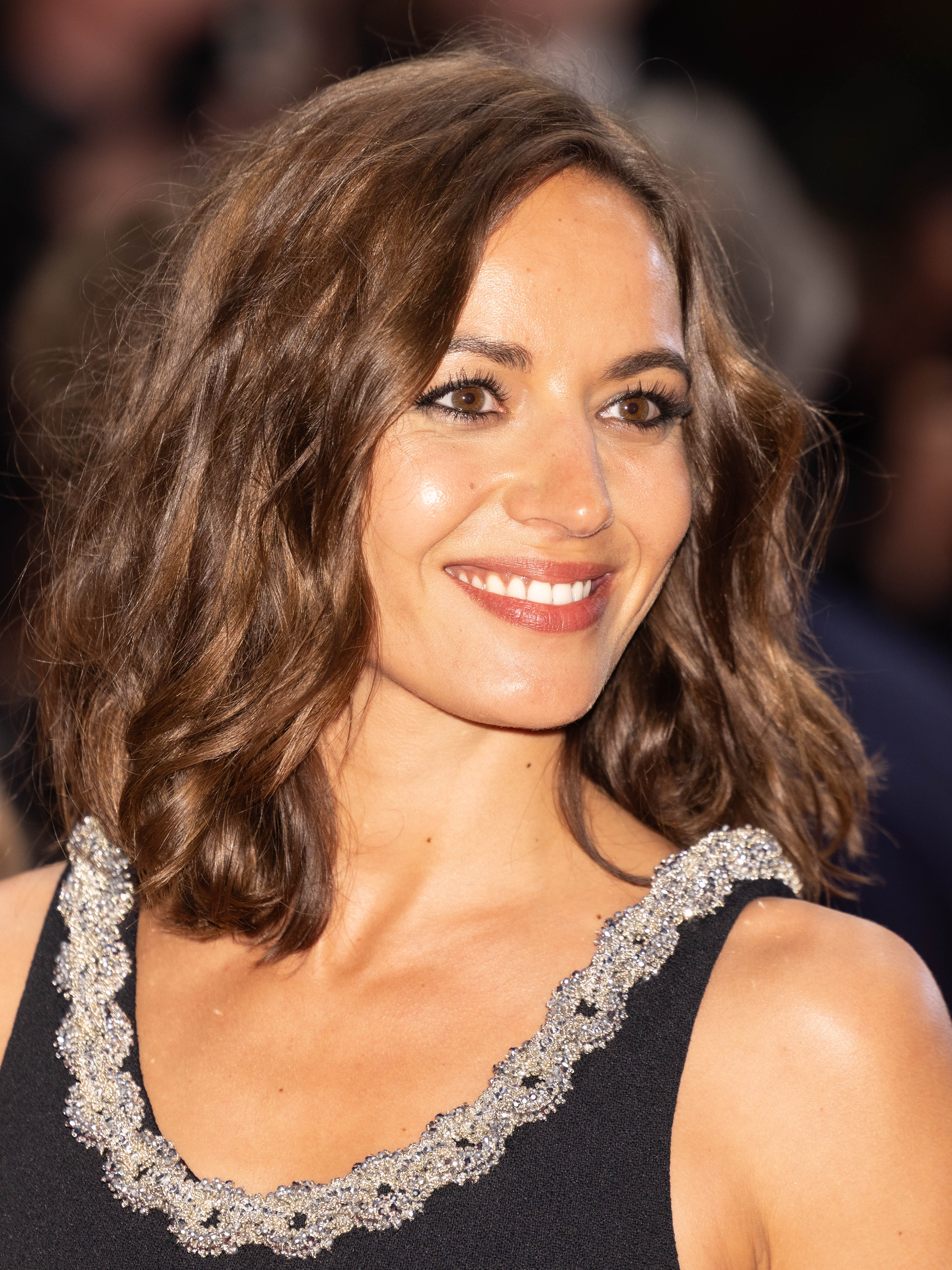
Antonia Desplat (2025)

Antonia Desplat (* 28. September 1994) ist eine französische Schauspielerin.

## Leben und Karriere
Desplat ist eine Tochter des Filmkomponisten Alexandre Desplat und seiner Frau, der Violinistin Dominique Lemonnier („Solrey“). Sie wurde in Frankreich geboren und in Paris und London aufgezogen. Als Kind erhielt sie eine klassische Musikausbildung und wollte zuerst Tänzerin werden, was aber nicht zustande kam. Nachdem ihre Eltern, um eine andere Tätigkeit für sie zu finden, sie zu einer Schauspielagentur schickten und sie erste Rollen in französischen Fernsehserien erhielt, entschied sie sich für die Schauspielerei. In England lernte sie Schauspiel in der Drama Centre London und der East 15 Acting School, die sie 2016 abschloss und gründete später die in London ansässige Produktionsfirma Luna Moon Productions.
Nach ihrer Ausbildung begann sie ihre professionelle Schauspielkarriere in den britischen Fernsehserien Victoria und The Durrells. 2019 schrieb und produzierte sie den Kurzfilm Held for a Moment, in dem sie auch die Hauptrolle einer Frau, die eine Totgeburt hatte, spielte. Für diesen wurde sie bei den London Independent Film Awards als Beste Schauspielerin ausgezeichnet. Seriennebenrollen über mehrere Episoden erhielt sie in Der Brief für den König und Shantaram. Der Schauspieler und Regisseur Johnny Depp besetzte sie in seinem Film Modi über den italienischen Künstler Amedeo Modigliani als dessen Geliebte und Modell Beatrice Hastings. 2025 hatte sie ihre ersten französischen Serienhauptrollen in Made in France und Plaine Orientale.

## Filmografie
- 2006: Jeff et Leo, flics et jumaux (Fernsehserie, 2 Episoden)
- 2008: Famille d'accueil (Fernsehserie, 1 Episode)
- 2017: Victoria (Fernsehserie, 1 Episode)
- 2018: Die Durrells auf Korfu (The Durrells, Fernsehserie, 1 Episode)
- 2018: Operation Finale
- 2019: Held for a Moment (Kurzfilm) – auch Drehbuch und Produktion
- 2020: Der Brief für den König (The Letter for the King, Fernsehserie, 5 Episoden)
- 2021: The French Dispatch
- 2022: Shantaram (Fernsehserie, 12 Episoden)
- 2024: Witchboard
- 2024: The Killer's Game
- 2024: Modi
- 2025: Made in France (Fernsehserie, 6 Episoden)
- 2025: Der phönizische Meisterstreich (The Phoenician Scheme)
- 2025: Das Gold (The Gold, 4 Episoden)
- 2025: Sandman (The Sandman, Fernsehserie, 1 Episode)
- 2025: Plaine Orientale (Fernsehserie, 8 Episoden)

## Auszeichnungen und Nominierungen
für Held for a Moment:
- 2019 Cheltenham International Film Festival: Auszeichnung als Bester Kurzfilm
- 2019 Dumbo Film Festival: Nominierung als Bester Kurzfilm
- 2019 London Independent Film Festival:
  - Auszeichnung als Bester britischer Kurzfilm
  - Auszeichnung als Beste Schauspielerin
- 2019 Underwire Film Festival: Nominierung als Beste Schauspielerin